# Sfida alla città
(Prologo del film.)
Sfida alla città (The Boss) è un film drammatico del 1956 diretto da Byron Haskin e interpretato da John Payne. L'autore del soggetto e della sceneggiatura Ben L. Perry era in realtà Dalton Trumbo, costretto a lavorare sotto falso nome a causa della sua iscrizione nella lista nera degli "Hollywood Ten" durante il maccartismo.

## Trama
Reduce dalla prima guerra mondiale, Matt Brady torna nella città natale dove il fratello maggiore Tim è un influente uomo politico. Il suo carattere aggressivo e i comportamenti autodistruttivi lo portano ad essere isolato fino a che non incontra una donna, Lorry Reed. Tim si innamora di lei e impulsivamente decide di sposarla ma il fratello Tim gli dimostra il suo disappunto prima di morire per un attacco cardiaco. Matt decide di seguire le orme del fratello in politica, non esitando a legarsi a persone ambigue e a veri e propri gangster e arrivando ad essere coinvolto in una sparatoria in cui muoiono alcune persone.

## Produzione
Il film vide l'esordio sul grande schermo dell'attrice Gloria McGehee (accreditata come Gloria McGhee), che in precedenza aveva lavorato solo in televisione, e rappresentò l'ultima apparizione di John Mansfield, nel ruolo non accreditato di Morrie Lazetti. Mansfield, che all'epoca aveva 37 anni, morì per un attacco cardiaco il 17 settembre 1956.
Come suggerito sulla rivista Variety, il personaggio di Matt Brady interpretato da John Payne alludeva velatamente a Thomas J. Pendergast, leader politico corrotto di Kansas City nella prima metà del novecento. Così come accade nel film, Pendergast assunse la leadership della scena politica locale dopo la morte del fratello Jim. Ernie Jackson, il personaggio interpretato da Joe Flynn, era invece ispirato al futuro presidente Harry Truman, che fu appoggiato da Pendergast per l'elezione al Congresso nel 1934.

## Distribuzione
Negli Stati Uniti il film venne distribuito nelle sale cinematografiche dal 22 agosto 1956.

## Critica
Craig Butler di AllMovie definisce il film «una sorta di ammonimento politico sul tipo di Tutti gli uomini del re al quale si vuole dare più credito di quanto meriti realmente», apprezzando però la prova di John Payne che «sembra elettrizzato dalla parte, afferra le tante "scene madri" e le interpreta in maniera degna, senza essere mai sopra le righe... Payne è così bravo da far quasi dimenticare al pubblico che non si conosce nulla del suo personaggio. Ci viene presentato come un insensibile e testardo uomo assetato di potere, ma non ci vengono forniti abbastanza dettagli su come sia diventato così».